# Carlos Ghosn
Carlos Ghosn, född 9 mars 1954 i Porto Velho i Brasilien, är en brasiliansk-libanesisk-fransk affärsman och företagsledare som 2006 blev VD för Renault och Nissan Motor Co. Ltd. Han ledde framgångsrikt den finansiella  saneringen av företagsgruppen som han påbörjat som vice VD för Renault 10 år tidigare.
Ghosn avgick som VD den 1 april 2017, men kvarstod som styrelseordförande.
Han arresterades på Haneda Airport i Japan den 19 november 2018, misstänkt för skatteflykt och felaktig användning av företagstillgångar. Den 22 november 2018 avsattes han som styrelseordförande för Nissan av en enhällig styrelse. Huruvida det fanns tillräckligt med bevis för att arrestera är omtvistat.
Ghosn flydde Japan och undkom rättegång. Sedan 2022 är han internationellt efterlyst. Ghosn hävdar sin oskuld och bor numera i Libanon.